# 何雷
何雷（1955年6月—），四川省巴中市通江县人，生于河南省洛阳市。先后毕业于中国人民解放军陆军炮兵防空兵学院、中国人民解放军国防大学首期师团职领导干部培训班、俄罗斯总参军事学院、中共中央党校研究生院，研究生学历。中国人民解放军中将军衔，是現時解放軍的鷹派人物。
13岁时参军入伍，后历任北京军区第38集团军战士、班长、排长、连长、营长、作训参谋。1990年底，由炮兵团长调到军事科学院，历任研究员、研究室副主任、作战理论和条令研究部三室（作战指挥研究室）主任、军队建设研究部副部长、作战理论和条令研究部副部长、作战理论和作战条令研究部部长。2013年7月，接替到龄退役的朱锦林，任兰州军区副司令员。2014年1月，接替到龄退役的任海泉，任军事科学院副院长。2018年10月，退出现役。
2014年7月，晋升中国人民解放军中将军衔。2018年2月24日，当选为第十三届全国人大代表。是第十三届全国人大教育科学文化卫生委员会委员。
2019年1月，何雷在中國國家新聞辦公室舉辦的記者招待會發言，提出要使用武力解決台灣問題，而極少數台獨份子更是必懲的戰犯。